# Cuculiphilus
Cuculiphilus är ett släkte av insekter som beskrevs av Tohru Uchida 1926. Enligt Catalogue of Life ingår Cuculiphilus i familjen fjäderlöss, men enligt Dyntaxa är tillhörigheten istället familjen spolätare.
Kladogram enligt Catalogue of Life och Dyntaxa:
| Cuculiphilus | \| \| Cuculiphilus fasciativentris \| \| \| \| \| \| Cuculiphilus fasciatus \| \| \| \| \| \| Cuculiphilus platygaster \| \| \| \| |
|              | \| \| Cuculiphilus fasciativentris \| \| \| \| \| \| Cuculiphilus fasciatus \| \| \| \| \| \| Cuculiphilus platygaster \| \| \| \| |
|              | Cuculiphilus fasciativentris |
|              | |
|              | Cuculiphilus fasciatus |
|              | |
|              | Cuculiphilus platygaster |
|              | |